# Tachina breviala
Tachina breviala је врста мува у роду Tachina породице Tachinidae која је специфична за Кину.